# Eikawa Noa
Eikawa Noa (栄川 乃亜 (Vinh-Xuyên Nãi-Á) 25 tháng 12 năm 1997 –) là một nữ diễn viên khiêu dâm người Nhật Bản. Cô thuộc về công ti Life Promotion.

## Sự nghiệp
Tháng 7/2016, cô ra mắt ngành phim khiêu dâm. Trong 6 tháng sau khi vào ngành, cô còn làm một công việc ban ngày khác (nhân viên bán quần áo), tuy nhiên sau đó đã chọn chỉ tập trung vào công việc chính là đóng phim khiêu dâm. Lí do là vì cô trước đó đã tìm một công việc phụ với tiêu chí "thu nhập cao". Khi cô mới vào ngành, cô được thể hiện là một nữ diễn viên kiểu loli vì mái tóc đen và vóc dáng thấp, tuy nhiên cô đã thay đổi chóng mặt khi xuất hiện trong một phim với hình tượng một loli dâm đãng khoảng 3 tháng sau khi ra mắt. Khi quay, cô thấy khó hiểu về một vai "dâm đãng", vì hình tượng loli cơ bản là không chủ động. Cô cũng như người quản lí nghĩ rằng sẽ không bán được nhiều bản, tuy nhiên cô đã trở thành người tiên phong trong thể loại này và nó đã trở thành phim bán chạy nhất của cô. Kể từ đó, số vai S (bạo dâm) của cô đã tăng lên.
30/6/2017, cô trở thành thành viên mới (thành viên số 21) của nhóm thần tượng SEXY-J bao gồm cấc nữ diễn viên phim khiêu dâm. Cô là thành viên của nhóm cho đến buổi phát trực tiếp giải thể nhóm vào ngày 19/12 cùng năm.
8/10/2017, cô cùng nữ diễn viên cũng công ti chủ quản Kirishima Sakura tạo thành nhóm "Luludi" (ルルディ).
18/11/2017, nhóm Luludi đã tổ chức sự kiện đầu tiên.
19/12/2017, nhóm "SEXY-J" sẽ giải thể vào buổi phát trực tiếp cuối cùng.
24/1/2018, cô được chỉ định làm trưởng nhóm Luludi, Kirishima Sakura là hát chính, và cô đã được ngưới hâm mộ đặt biệt danh là "Rurutto" (るるっと).
1/3/2018, cô nhận giải Nữ diễn viên mới tại Giải thưởng truyền hình phim khiêu dâm Sky PerfecTV!. Đây là lần đầu tiên trong lịch sử một nữ diễn viên tự do đã nhận giải Nữ diễn viên mới.
9/6/2018, buổi diễn độc tấu đầu tiên của cô "Luludi Idol Yachamasu! ~Cùng làm những bông hoa đẹp nở~" đã được đổ chức tại Shinjuku LEFKADA.
11/6/2018, nhóm Luludi đã phát hành địa đơn đầu tiên "LuLuLuMelody". Nhóm lần đầu tiên xuất hiện tại TIF vào tháng 8.
Từ tháng 3 đến tháng 8/2019, cô trở thành nữ diễn viên độc quyền của I Energy. Ngày 12/12, nhóm Luludi thông báo giải thể. Vào ngày 11/2/2020, cô xuất hiện trên chương trình Ngày hội thể thao nửa đêm Ebisu Muscats với tư cách là thí sinh vòng cuối cùng của buổi tuyển thành viên mới của Ebisu Muscats. Cô đã thông báo tham gia  Ebisu Muscats vào chương trình Ngày hội thể thao nửa đêm Ebisu Muscats (AbemaTV) phát sóng vào ngày 31/3 cùng năm.
27/11/2020, cô đã biểu diễn trực tiếp trên sân khấu với tư cách là ca sĩ solo tại sự kiện "LADY MADONNA-phiên bản mở rộng～I saw her standing there～Lúc đó trái tim tôi đã bị đánh cắp～" (LADY MADONNA-拡大版-I saw her standing there～その時ハートは盗まれた～) tổ chức tại CLUB-CHITTA Kawasaki.
13/8/2022, tất cả thành viên bao gồm cô đã tốt nghiệp nhóm Ebisu Muscats tại "Lễ tốt nghiệp Ebisu Muscats thế hệ thứ hai giữa mùa hè" được tổ chức tại Yebisu Garden Place.。
17/10/2022, cô thông báo đã được chỉ định làm đạo diễn của Life Promotion, tuy nhiên cô vẫn sẽ tiếp tục đóng phim. Cô đã nói rằng mục tiêu ngắn hạn của cô là tạo nên một môi trường tốt cho các nữ diễn viên, nơi họ có thể trao đổi các vấn đề trong công việc.
3/8/2023, cô xuất hiện tại sự kiện trực tiếp "LADY MADONNA ANNEX" tổ chức tại GOTANDA G6 Shinagawa.

## Đời tư
Cô đã nói rằng độ tuổi mãi mãi của cô là 21. Đồ ăn yêu thích của cô là dâu. Sở thích của cô là ăn uống. Kĩ năng đặc biệt của cô là ngủ và ăn mì udon bằng mũi. Cô đã nói rằng cô giết thời gian bằng cách ngủ, chơi với chú chó Mimi của cô, và chơi Tamagotchi.
Người gắn bó nhất với cô là YouTuber và cựu nữ diễn viên khiêu dâm Abe Mikako từ khi Mikako còn hoạt động nữ diễn viên khiêu dâm. Trong phần giới thiệu trên Twitter của nhau, họ đã ghi là "bạn trai Abe Mikako" và "bạn gái Noa-tan". Họ tạo thành một bộ đôi "Abe☆noa" (あべ☆のあ) và thường tự tổ chức các sự kiện trò chuyện và các sự kiện khác.
Các phim cô đóng có nhiều sự kiện kịch tính, và diễn xuất của cô được nói là "nhập vai tốt". Tại thời điểm ra mắt, cô thường đóng các phim loli dâm đãng và hành hạ người khác, nhưng kể từ khoảng năm 2020, cô đã xuất hiện nhiều hơn trong các phim khiểu gyaru, tập trung vào quan hệ tình dục thông thường. Nhà văn Health Samurai đã miêu tả cô là có cơ thể nhỏ, nhưng có một "cặp mông lớn" và khen ngợi cô rằng "Độ đàn hồi ngoài sức tưởng tượng, và hấp thụ hoàn hảo các động tác lên xuống của nam diễn viên". Cô đã chưa từng xem phim khiêu dâm đến khi trở thành nữ diễn viên khiêu dâm.
Đến khi ra mắt ngành, cô chưa từng xem phim khiêu dâm, và chỉ hiểu ý nghĩa của các phim khiêu dâm Mosaic từ các lời bình phẩm trên báo.
Khi cô nói với nghệ sĩ Minamikawa rằng cô đã thay đổi ngoạn mục khi diễn vai dâm đãng, cô đã nhận được những lời khen rằng các biểu cảm khuôn mặt và giọng khàn khàn, lạnh lùng của cô phù hợp với vai diễn người hành hạ.
Futaba Ema, một đàn em cùng công ti, gọi cô là "Eikawa-san".
Hành động cô không thích nhất là irrumatio. Vì các hành động khó mà đạo diễn yêu cầu thực hiện khi quay, cô không ngừng đau đầu vì khóc và nức nở, cô thậm chí hầu như không uống các đồ uống thạch trong các giờ nghỉ và không ăn các bữa ăn đã được chuẩn bị sẵn. Trong một cuộc phỏng vấn sau đó, cô nói rằng cô rất khó chịu vì bị đẩy dương vật sâu vào họng đến mức cô muốn xé dương vật của nam diễn viên ra trong cảnh sau. Cô nói rằng buổi ghi hình này đã làm cô nhận ra cô không phải là người có tính cách M (khổ dâm). Ngoàn ra, cô không muốn uống một lượng lớn tinh dịch được chuẩn bị sẵn trong một cốc đựng và không biết thuộc về ai, nên cô đã từ chối đóng các phim trong đó cần uống tinh dịch.
Cô đã nói rằng từ khi trở thành nữ diễn viên khiêu dâm kĩ năng liếm dương vật và tư thế 90 độ (cowgirl) của cô đã trở nên tốt hơn. Cụ thể hơn, cô nói rằng cô thích liếm dương vật vì nó kích thích sự S (bạo dâm) của cô và cô cảm thấy thú vị khi tìm những nơi nhạy cảm của người kia và sau đó hành hạ hoặc cố ý chọc ghẹo ở đó. Cô cũng đã nói rằng sau khi vào ngành cô đã phát hiện ra rằng vùng kích dục của cô là tai.
Tại các sự kiện, cô thường thực hiện "Noa Gachi Call" trong đó cô hét lên "Noa dake wa? (Noa là gì nào?)" và người hâm mộ hét trả lời lại "Gachi!" (lấy cảm hứng từ Pro Wrestling Noah).